# Horsey Horseless
La Horsey Horseless fu una vettura progettata nel 1899 da Uriah Smith a Battle Creek.

## Descrizione
La particolarità di questa macchina era che aveva un collo e una testa di cavallo cava in legno sulla parte anteriore. Questo "cavallo" serviva per contenere il carburante e probabilmente è stata proprio questa particolarità che ha fatto classificare la vettura come una delle 50 peggiori vetture di sempre, secondo la rivista Time.
Non si ha notizia di esemplari sopravvissuti e questo getta un vero alone di mistero sulla vettura, non si sa infatti se sia stata realmente costruita. Il tutto è alimentato dal fatto anche che non sono arrivate nemmeno foto raffiguranti un vero e proprio esemplare, solo disegni su carta. 